# Ferrières-Saint-Hilaire
Ferrières-Saint-Hilaire là một xã thuộc tỉnh Eure trong vùng Normandie miền bắc nước Pháp.

## Demographics
| Năm        | 1968 | 1975 | 1982 | 1990 | 1999 |
| ---------- | ---- | ---- | ---- | ---- | ---- |
| Population | 238  | 303  | 372  | 374  | 354  |